# Sommartoppen
Sommartoppen var ett topplisteprogram som sändes i Sveriges Radio P3 på sommaren. Sändningstiden brukade vara 15.00-16.00 varje lördag efter midsommar till någon gång i augusti. Programmet sändes från en ny ort varje lördag, vanligtvis i samband marknader eller stadsfestivaler men blev 2007 ett studiosänt program.

## Historik
Sommartoppen, som ersatte Tio i topp under sommaren, sändes första gången år 1962, och återkom sedan varje sommar fram till 1966. Detta var succéåren för programmet med Pekka Langer i livlig direktsändning inför tonårspublik, som inte bara använde mentometerknappar för att tillkännage sina tyckanden. Det var mycket av ljublanden eller buanden till de olika låtarna. 
Tjugo år senare, 1986 återkom programmet, men då som ett betydligt stillsammare studiosänt program. År 1987 återkom mentometrarna och programmet reste då på turné i Sverige (eller i något fall, Finland). Programmet innehöll de tio låtarna från föregående vecka (eller (sedan 1991) topp 10 från sista Tracks-sändningen) samt fem bubblare. Publiken som bestod av 250 personer, utvalda enligt principen "först till kvarn", fick under sändningen rösta på sina tre favoriter med de så kallade mentometrarna som hängt med på Sveriges Radios sommarturnéer sedan 1960-talet. Under 2007 genomfördes dock röstningen av radiolyssnarna via webben. De tio låtar som fått flest röster gick vidare till nästa veckas sändning. Åren 1986–1989 deltog varje vecka en joker som var exakt 10 eller 20 år gammal.
I slutet av 1990-talet började Sommartoppen turnera med P3:s barn- och ungdomsprogram (Ketchup/P3 Star) vilket gjorde att Sommartoppen sedan dess riktade sig till en betydligt yngre målgrupp (10-15 år) än tidigare.
2008 sändes inte Sommartoppen och 2009 hade den ersatts av det nya programmet Sommarsession.

## Sommartoppen 2007
2007 gjordes inte den traditionella turnén. I stället spelades programmen in i förväg i en studio på Kronan i Luleå inför livepublik. Bakom produktionen stod delar av P3:s internationella redaktion (Transit, P3 Planet). Röstningen skedde i efterhand per sms.

## Programledarna
- Pekka Langer (1962-1965)
- 11 stycken olika, bland annat Lars-Gunnar Björklund och Robert Broberg (1966)
- Janeric Sundquist (1986-1987)
- Hélène Benno (1987-1988)
- Anders Lundin (1989-1993)
- Lotta Bromé (1989-1992)
- Pontus Enhörning (1993-1994)
- Erik Blix (1993)
- Ulf Elfving (1993)
- Vicki Benckert (1994)
- Max Lorentz (1994)
- Kaj Kindvall (1995-1996)
- Gry Forssell (1995-2000)
- Petra Markgren Wangler (1996-1997)
- Pelle Gustavsson (1997-1998)
- Gustav Carlsson (1998)
- David Batra (1999-2000)
- Henrik Olsson (1999-2001)
- Sara Edwardsson (1999)
- Ylva Nilsson (2000)
- Elin Ek/Grynet (2001-2002)
- Martin Ekeholm (2002)
- Anton Berg (2003-2006)
- Sanna Bråding (2004-2006)
- Ayesha och Masayah (2007)

## Listettorna

### 1962-1966
Se Lista över ettor på Tio i topp

### 1986
- 5 juli: Eurythmics - Thorn In My Side (1v)
- 12-26 juli: Freda' - Vindarna (3v)
- 2 augusti: Eurythmics - Thorn In My Side(5v)

### 1987
- 4 juli: The Box Tops - The Letter (1v)
- 11 juli: Milla's Mirakel! - Rytmen av ett regn (1v)
- 18 juli: U2 - I Still Haven't Found What I'm Looking For (1v)
- 25 juli-1 augusti: Suzanne Vega - Luka (2v)
- 8 augusti: Sex Pistols - Anarchy In The UK (1v)
- 15 augusti: Suzanne Vega - Luka (1v)
- 22 augusti: Pet Shop Boys - It's A Sin (1v)

### 1988
- 2 juli: Patti Smith - People Have The Power (1v)
- 9 juli: France Gall - Ella Ella L'A (1v)
- 16 juli: Björn Skifs - To Touch You (1v)
- 23 juli: Magnum Bonum - Skateboard (LA Run) (1v)
- 30 juli: Roxette - Dressed for Success (1v)
- 6 augusti: Europe - Superstitious (1v)
- 13-20 augusti: Roxette - Dressed for Success (2v)

### 1989
- 1-8 juli: Orup - Regn hos mig (2v)
- 15 juli: Sanne Salomonsen - Hvis du førstod (1v)
- 22 juli: New Kids on the Block - I'll Be Loving You (Forever) (1v)
- 29 juli: Kjell Höglund - En stork stark (1v)
- 5 augusti: Lolita Pop - Tarzan on a Big Red Scooter (1v)
- 12 augusti: Kjell Höglund - En stor stark (1v)
- 19 augusti: Dag Vag - Du får aldrig nog (1v)

### 1990
- 7 juli: Pugh Rogefeldt - Snart kommer det en vind (1v)
- 21 juli: Desperados - Louise  (1v)
- 28 juli: Jeff Lynne - Lift Me Up (1v)
- 4 augusti: Kayo - Another Mother (1v)
- 11-18 augusti: Jeff Lynne - Lift Me Up (2v)

### 1991
- 29 juni: Roxette - Fading Like A Flower (Everytime You Leave) (1v)
- 6-13 juli: Pelle Almgren & Wow Liksom - Omåomigen (2v)
- 20 juli: Bryan Adams - (Everything I Do) I Do It For You (1v)
- 27 juli-3 augusti: Pelle Almgren & Wow Liksom - Omåomigen (2v)
- 10 augusti: Bryan Adams - (Everything I Do) I Do It For You (1v)

### 1992
- 27 juni-4 juli: Inner Circle - Sweat (A La La La La Long) (2v)
- 11 juli: Roxette - How Do You Do! (1v)
- 18-25 juli: Inner Circle - Sweat (A La La La La Long) (2v)
- 1 augusti: Erasure - Take a Chance on Me (1v)

### 1993
- 3-10 juli: Spin Doctors - Two Princes (2v)
- 17 juli: The Hooters - Boys Will Be Boys (1v)
- 24 juli: Culture Beat - Mr. Vain (1v)
- 31 juli-14 augusti: 4 Non Blondes - What's Up? (3v)

### 1994
- 4-11 juni: Cool James and Black Teacher - Dr Feelgood (2v)
- 18 juni-2 juli: Nordman - Vandraren (3v)
- 9 juli: Look Twice feat. Gladys - Move That Body (1v)
- 16 juli: Stiltskin - Inside (1v)
- 23-30 juli: Nordman - Vandraren (2v)

### 1995
- 10 juni-1 juli: Drängarna - Vill du bli min fru (3v)
- 8 juli: Connells - '74 - '75 (1v)
- 15 juli: Drängarna - Vill du bli min fru (1v)
- 22 juli: Scatman John - Scatman's World (1v)
- 29 juli: Basic Element - This Must Be a Dream (1v)
- 5 augusti: Green Day - When I Come Around (1v)
- 12-19 augusti: Weezer - Buddy Holly (2v)

### 1996
- 15 juni: Fool's Garden - Lemon Tree (1v)
- 22 juni: Fugees - Killing Me Softly (1v)
- 29 juni: Robin Cook - I Won't Let The Sun Go Down (1v)
- 6 juli: Fugees - Killing Me Softly (1v)
- 13 juli-17 augusti: Gyllene Tider - Gå & fiska! (6v)

### 1997
- 14 juni: Paradisio - Bailando (1v)
- 21 juni: Hanson - Mmmbop (1v)
- 28 juni-5 juli: Blur - Song 2 (2v)
- 12 juli-2 augusti: Puff Daddy & Faith Evans feat. 112 - I'll Be Missing You (4v)
- 9 augusti: Alexia - Uh La La La (1v)
- 16 augusti: Jumper - Hon har ett sätt (1v)

### 1998
- 13 juni: Whale feat. Bus 75 - Four Big Speakers (1v)
- 27 juni: Pras Michel feat. ODB & Mýa - Ghetto Supastar (That Is What You Are) (1v)
- 4 juli: Ricky Martin - La Copa De La Vida (1v)
- 11 juli: Pras Michel feat. ODB & Mya - Ghetto Supastar (That Is What You Are) (1v)
- 18 juli: Dr Bombay - Calcutta (Taxi Taxi Taxi) (1v)
- 25 juli: Bus Stop feat. Carl Douglas - Kung Fu Fighting (1v)
- 1 augusti: Dr Bombay - Calcutta (Taxi Taxi Taxi) (1v)
- 8 augusti: Markoolio - Sommar och sol (1v)
- 15 augusti: Beastie Boys - Intergalactic (1v)

### 1999
- 19 juni: Lambretta – Blow My Fuses (1v)
- 3-24 juli: Lou Bega – Mambo No. 5 (4v)
- 31 juli: Ann Lee – 2 Times (1v)
- 7 augusti: Blümchen – Heut' ist mein Tag (1v)
- 14 augusti: Vengaboys – We're Going To Ibiza (1v)
- 21 augusti: Wamdue Project – King Of My Castle (1v)

### 2000
- 1 juli: Thomas Rusiak feat. Teddybears STHLM - Hiphopper (1v)
- 8 juli: Eminem - The Real Slim Shady (1v)
- 15-29 juli: Thomas Rusiak feat. Teddybears STHLM - Hiphopper (3v)
- 5 augusti: Melanie C - I Turn To You (1v)
- 12-19 augusti: Thomas Rusiak feat. Teddybears STHLM - Hiphopper (2v)

### 2001
- 30 juni: Shebang - Sheena is a Punk Rocker (1v)
- 7 juli: Shaggy feat. Rayvon - Angel (1v)
- 14 juli: U2 - Elevation (1v)
- 21 juli: Shaggy feat. Rayvon - Angel (1v)
- 28 juli: Daddy DJ - Daddy DJ (1v)
- 4 augusti: Phasio - C.P.C.O. (1v)
- 11 augusti: Christina Aguilera, Lil' Kim, Mýa & Pink - Lady Marmalade (1v)
- 18 augusti: Wyclef Jean - Perfect Gentleman (1v)

### 2002
- 29 juni: Supernatural - Rock U (1v)
- 6 juli: Mad'house - Like a Prayer (1v)
- 13 juli: Eminem - Without Me (1v)
- 20 juli: Pink - Don't Let Me Get Me (1v)
- 27 juli: Eminem - Without Me (1v)
- 3 augusti: Pink - Don't Let Me Get Me (1v)
- 10 augusti: DJ Sammy & Yanou feat. Dominique van Hulst (DO) - Heaven (1v)
- 17 augusti: Kent - Kärleken väntar (1v)

### 2003
- 28 juni: Evanescence - Bring Me to Life (1v)
- 5 juli: Per Gessle - Här kommer alla känslorna (på en och samma gång) (1v)
- 12 juli: Miio feat. Daddy Boastin - När vi två blir en (1v)
- 19 juli: Per Gessle - Här kommer alla känslorna (på en och samma gång) (1v)
- 26 juli: Evanescence - Bring Me to Life (1v)
- 2 augusti: Per Gessle - Här kommer alla känslorna (på en och samma gång) (1v)
- 9 augusti: The Lost Patrol & Lisa Miskovsky - Alright (1v)
- 16 augusti: Timbuktu - The Botten Is Nådd (1v)

### 2004
- 3 juli: Sahara Hotnights - Hot Night Crash (1v)
- 10 juli: Teddybears STHLM feat. Swing Fly - Hey Boy (1v)
- 17 juli: Haiducii - Dragostea Din Tei (1v)
- 24 juli: Infinite Mass - The Thief (1v)
- 31 juli: Teddybears STHLM feat. Swing Fly - Hey Boy (1v)
- 7 augusti: Raymond & Maria - Ingen vill veta var du köpt din tröja (1v)
- 14 augusti: Nic & The Family - Hej hej Monika (1v)

### 2005
- 2 juli: Amy Diamond - Welcome to the City (1v)
- 9 juli: Black Eyed Peas - Don't Phunk With My Heart (1v)
- 16 juli: Arash feat. Rebecca - Temptation (1v)
- 23 juli: Amy Diamond - Welcome To The City (1v)
- 30 juli: Green Day - Holiday (1v)
- 6 augusti: Luca (artist) feat. Deejay Jay - Bachi Bachi (1v)
- 13-20 augusti: Green Day - Wake Me Up When September Ends (2v)

### 2006
- 1 juli: Lordi - Hard Rock Hallelujah (1v)
- 8-22 juli: Basshunter - Boten Anna (3v)
- 29 juli: Mange Schmidt - Glassigt (1v)
- 5 augusti: Basshunter - Boten Anna (1v)
- 12 augusti: The Poodles - Metal Will Stand Tall (1v)
- 19 augusti: Mange Schmidt - Glassigt (1v)

### 2007
- 23 juni: Timo Räisänen - Sweet Marie (1v)
- 30 juni: Tokio Hotel - Monsoon (1v)
- 7-21 juli: Lasse Lindh - Ingen vind kan blåsa omkull oss nu (3v)
- 28 juli: Tokio Hotel - Monsoon (1v)
- 4 augusti: Lasse Lindh - Ingen vind kan blåsa omkull oss nu (1v)
- 11 augusti: Ola - Natalie (1v)
- 18 augusti: Kristian Anttila - Vill Ha Dig (1v)